# Лихівка
Ли́хівка (в минулому — Омельник) — старовинне козацьке село, нині — селище у Кам'янському районі Дніпропетровської області. Колишній центр Лихівської волості та Лихівського району. Населення на 1 січня 2012 року становить 2060 осіб.

## Географічне розташування
Селище міського типу Лихівка знаходиться на березі річки Омельник, вище за течією примикає село Красні Луки (ліквідоване), нижче за течією на відстані 0,5 км розташоване село Ганнівка (Верхньодніпровський район). Примикає до села Степове. Річка в цьому місці пересихає, на ній зроблено кілька загат. По селу протікають пересихаючі струмки з загатами. Через село проходить автомобільна дорога Т 0423.

## Історичні відомості
Первісну назву мало за іменем р. Омельник. Легенда розповідає, що посеред річки, де тепер центр поселення, лежав піщаний острів, на якому поселився кріпак-утікач на прізвисько Лихий. Він приймав до себе людей, які тікали від панської неволі. Від його прізвиська й пішла сучасна назва поселення.
У XVIII сторіччі входило до Кодацької паланки Запорожжя.
У 1754–1759 та 1761–1764 роках входило до складу Новослобідського козацького полку.
1824 року побудовано дерев'яну Свято-Троїцьку церкву.
За даними на 1859 рік в казенному селі Верхньодніпровського повіту Катеринославської губернії налічувалось 380 дворів, в яких мешкало 2692 особи, існувала православна церква та відбувалось 4 ярмарки на рік.
Станом на 1886 рік в селі було 596 дворів, в яких мешкала 3042 особи, існувала православна церква, 13 лавок, відбувалось 4 ярмарки на рік та базари по неділях.
За переписом 1897 року кількість мешканців зросла до 5343 осіб (2616 чоловічої статі та 2727 — жіночої), з яких 5124 — православної віри.
1901 року побудовано другу дерев'яну Свято-Миколаївську церкву.
За даними на 1908 рік в селі мешкало 3777 осіб (1884 чоловіки та 1893 жінки), налічувалось 615 дворових господарств.
У липні 1920 на Лихівку  робив 2 рази напад отаман Живодер.
Звільнене від нацистських військ 17 жовтня 1943 року.
У 1944 році утворено Лиховський район, між 1952 і 1961 роками район скасовано. (див. Адміністративний устрій Дніпропетровської області#Історія)
Неподалік розташовувалися два зниклих поселення Польове і Червоні Луки.

## Населення

### Мова
Розподіл населення за рідною мовою за даними перепису 2001 року:
| Мова            | Кількість | Відсоток |
| --------------- | --------- | -------- |
| українська      | 2368      | 94.42%   |
| російська       | 121       | 4.82%    |
| румунська       | 8         | 0.32%    |
| білоруська      | 7         | 0.28%    |
| єврейська       | 1         | 0.04%    |
| інші/не вказали | 3         | 0.12%    |
| Усього          | 2508      | 100%     |

## Економіка
- ПП «Агро-ера-Н».
- ТОВ «Степ».

## Об'єкти соціальної сфери
- Школа.
- Дитячий садочок.
- Лікарня.
- Будинок культури.
- Селищна публічна бібліотека — філія № 1 Пятихатської ЦБС(завідувачка — Савченко Лідія Миколаївна, бібліотекар — Настека Людмила Вікторівна).
- Конопляна ферма.
- Клуб IT-фахівців та дроноводів.

## Персоналії
- Баранов Роман Олександрович (1978—2014) — солдат Збройних сил України, учасник російсько-української війни.
- Гроссгейм Олександр Альфонсович (1888–1948) — російський ботанік, академік АН СРСР (1946).
- Жуган Володимир Олександрович (1926–2008) — український художник.
- Романовський Олександр Демидович (1916—1943) — лейтенант Червоної армії.
- Скакуненко Леонід Леонідович (1987—2020) — солдат Збройних сил України, учасник російсько-української війни.
- Царенко Ганна Степанівна (? - 1921) - учасниця підпільного руху на Криворіжжі, зв'язкова. Розстріляна 7 вересня 1921 року у Жандармській балці м. Катеринослава [11]
- Коваль Іван Андрійович (1936—2000), Заслужений артист УРСР, бандурист, художній керівник ансамблю бандуристів Полтавської обласної філармонії, викладач [12][13]